# Lactura aureocuprea
Lactura aureocuprea is een vlinder uit de familie van de Lacturidae. De wetenschappelijke naam van de soort is voor het eerst geldig gepubliceerd in 1866 door Walker.